# Eleccions legislatives hongareses de 1939
Les eleccions legislatives hongareses de 1939 se celebraren el 28 i 29 de maig de 1939 per a renovar els 260 membres de l'Assemblea Nacional d'Hongria. El Partit de la Unitat va guanyar les eleccions de manera aclaparadora amb 181 dels 260 escons del Parlament, amb un augment considerable de l'extrema dreta, que va obtenir conjuntament 49 escons i el 25 per cent dels vots.
Per altra banda, el nombre de circumscripcions uninominals es va reduir de 199 a 135, mentre que el nombre de circumscripcions plurinominals va augmentar d'11 a 38. També el nombre d'electors va augmentar significativament, amb tots els homes majors de 26 anys i ara totes les dones majors de 30 anys van poder votar.

## Resultats
|                                 |                                                                 |           |       |           |       |
| Partit                          | Partit                                                          | Total     | Total | Total     | Total |
| Partit                          | Partit                                                          | Vots      | %     | Escons    | +/–   |
|                                 | Partit de la Unitat                                             | 1,824,573 | 49.5  | 181 / 260 | 17    |
|                                 | Partit Independent de Petits Propietaris                        | 569,054   | 15.4  | 14 / 260  | 8     |
|                                 | Partit de la Creu Fletxada                                      | 530,405   | 14.4  | 29 / 260  | Nou   |
|                                 | Partit Socialdemòcrata d'Hongria                                | 126,637   | 3.4   | 5 / 260   | 6     |
|                                 | Partit Nacional Socialista Unit Hongarès                        | 78,806    | 2.1   | 4 / 260   | Nou   |
|                                 | Front Nacional                                                  | 64,355    | 1.7   | 3 / 260   | Nou   |
|                                 | Partit de la Llibertat Cívica                                   | 58,639    | 1.6   | 5 / 260   | –     |
|                                 | Front Nacional Socialista Cristià                               | 57,533    | 2.4   | 3 / 260   | Nou   |
|                                 | Partit Cristià Unit                                             | 56,943    | 1.5   | 4 / 260   | 11    |
|                                 | Candidats no oficials del Partit de la Unitat                   | 46,802    | 1.3   | 0         | 6     |
|                                 | Partit NS Hongarès dels Camperols i Obrers                      | 36,137    | 1.0   | 3 / 260   | Nou   |
|                                 | Partit Nacional de Reforma                                      | 22,122    | 0.6   | 0         | Nou   |
|                                 | Partit de la Independència Nacional Cristiana                   | 14,024    | 0.4   | 0         | Nou   |
|                                 | Partit Nacionalsocialista Hongarès                              | 10,872    | 0.3   | 0         | 2     |
|                                 | Partit de la Voluntat Popular                                   | 8,970     | 0.2   | 1 / 260   | 0     |
|                                 | Partit Nacional dels Petits Propietats, Artesans i Treballadors | 6,110     | 0.2   | 0         | Nou   |
|                                 | Partit Popular Independent                                      | 3,568     | 0.1   | 0         | Nou   |
|                                 | Partit Nacional dels Obrers, Artesans i Obrers Agrícoles        | 3,453     | 0.1   | 0         | Nou   |
|                                 | Oposició Cristiana                                              | 2,384     | 0.1   | 0         | 1     |
|                                 | Partit Racista Hongarès                                         | 1,288     | 0.0   | 0         | Nou   |
|                                 | Independents                                                    | 22,898    | 6.2   | 8 / 260   | 2     |
| Vots nuls/en blanc              | Vots nuls/en blanc                                              | 221,519   | –     | –         | –     |
| Total                           | Total                                                           | 3,908,122 | 100   | 260       | 15    |
| Votants registrats/participació | Votants registrats/participació                                 | 4,355,778 | 89.7  | –         | –     |
| Font: Nohlen & Stöver           |                                                                 |           |       |           |       |